# Luxiaria biafaria
Luxiaria biafaria là một loài bướm đêm trong họ Geometridae.